# Xã New Milford, Quận Susquehanna, Pennsylvania
Xã New Milford (tiếng Anh: New Milford Township) là một xã thuộc quận Susquehanna, tiểu bang Pennsylvania, Hoa Kỳ. Năm 2010, dân số của xã này là 2.042 người.